# La Demeure de la rose noire
Pour plus de détails, voir Fiche technique et Distribution.
La Demeure de la rose noire (黒薔薇の館, Kuro bara no yakata) est un film japonais réalisé par Kinji Fukasaku, sorti en 1969.

## Synopsis
Ryūko Fujio, une mystérieuse chanteuse qui tient en main une rose noire fait son apparition dans le club privé que gère Kyōhei Sako. Chaque soir elle arrive à huit heures précise et en repart à onze heures. Les convives et les habitués ignorent tout de son passé et elle exerce une étrange fascination sur eux. Bientôt plusieurs hommes éplorés se présentent au club en se prétendant anciens maris ou anciens amants de Ryūko, mais celle-ci affirme ne pas les connaître.

## Fiche technique
- Titre : La Demeure de la rose noire[2]
- Titre original : 黒薔薇の館 (Kuro bara no yakata?)
- Réalisation : Kinji Fukasaku
- Scénario : Kinji Fukasaku, Hirō Matsuda
- Photographie : Takashi Kawamata
- Montage : Akimitsu Terada
- Direction artistique : Masao Kumagai
- Producteur : Akira Oda
- Sociétés de production : Shōchiku
- Musique : Hajime Kaburagi
- Pays d'origine :  Japon
- Format : Couleurs - 2,35:1 - Format 35 mm - son mono
- Genre : Thriller ; Drame
- Durée : 91 min
- Date de sortie : Japon : 25 janvier 1969

## Distribution
- Akihiro Miwa : Ryūko Fujio
- Eitarō Ozawa : Kyōhei Sako
- Masakazu Tamura : Wataru, le fils aîné de Kyōhei
- Kō Nishimura : Ōtomo
- Yūsuke Kawazu : Tsukawa
- Ryōhei Uchida : Kazama
- Hideo Murota : Noboru, le second fils de Kyōhei
- Kikko Matsuoka : Reiko, la femme de Noboru
- Joe Yamanaka (en) : George